# Fresno de Río Tirón
Fresno de Río Tirón è un comune spagnolo di 184 abitanti situato nella comunità autonoma di Castiglia e León.